# Turi (Turi)
Turi is een bestuurslaag in het regentschap Lamongan van de provincie Oost-Java, Indonesië. Turi telt 3046 inwoners (volkstelling 2010).